# Gilbertsonia
Gilbertsonia is een monotypisch geslacht van schimmels behorend tot de familie Fomitopsidaceae. Het geslacht bevat een soort namelijk Gilbertsonia angulopora . Deze soort komt voor in de Verenigde Staten.